# Bonifatiuskirche (Kleinbrembach)

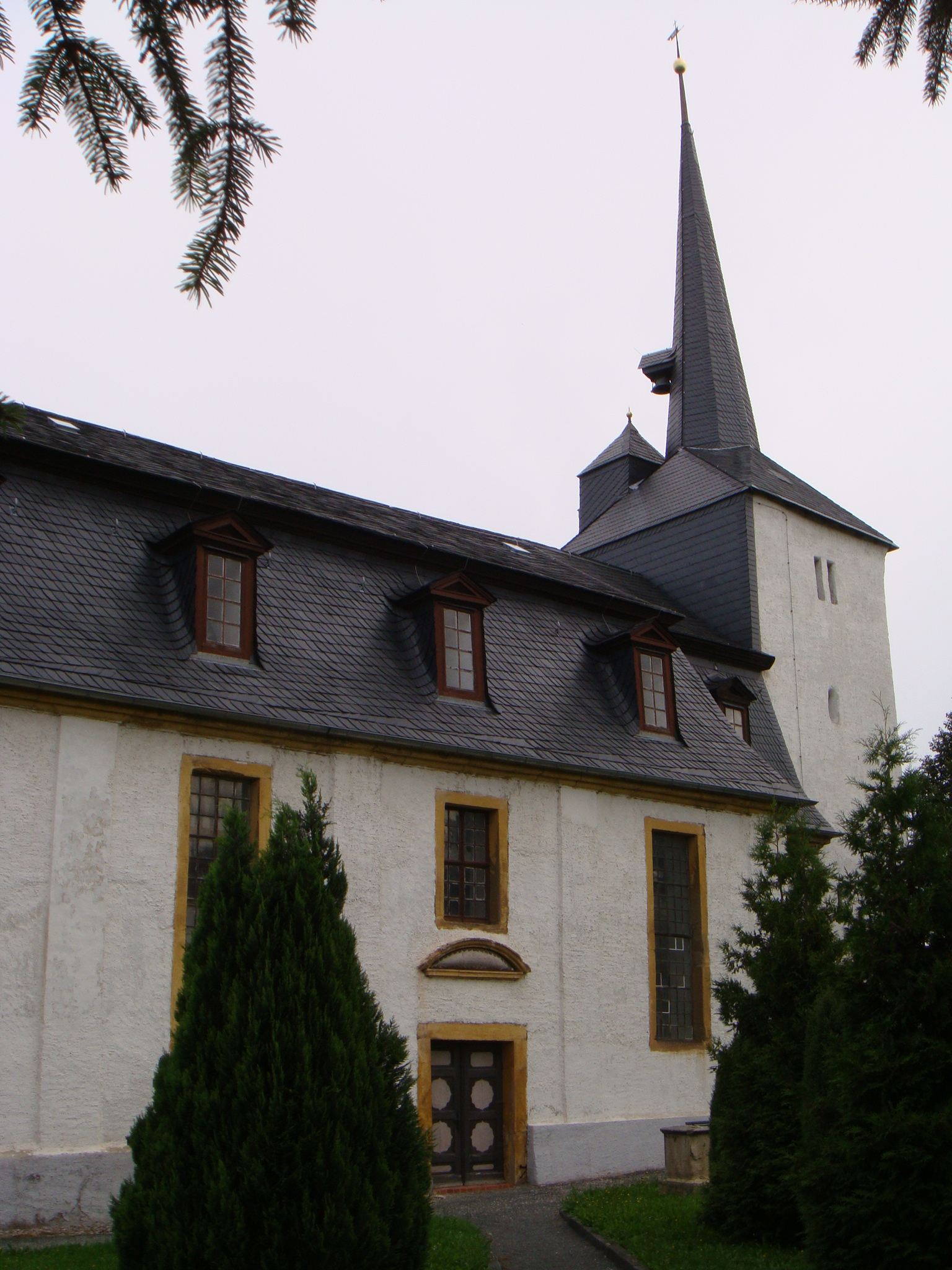
Bonifatiuskirche

Die evangelisch-lutherische denkmalgeschützte Bonifatiuskirche steht in Kleinbrembach, einem Ortsteil der Landgemeinde Buttstädt im Landkreis Sömmerda in Thüringen. Die Kirchengemeinde Kleinbrembach gehört zum Pfarrbereich Großbrembach im Kirchenkreis Apolda-Buttstädt der Evangelischen Kirche in Mitteldeutschland.

## Architektur
Die Emporenhalle wurde laut einer Inschrift 1715–1719 anstelle einer mittelalterlichen Kirche erbaut. Sie hat einen eingezogenen Chor, daran schließt sich im Osten der Kirchturm an, der vom Vorgängerbau erhalten geblieben ist. Das Kirchenschiff ist mit einem schiefergedeckten Mansarddach bedeckt, der quadratische Turm hat, ebenfalls schiefergedeckt, einen achtseitigen spitzen Helm. Die Längsseiten des Kirchenschiffs sind durch Lisenen aus Putz gegliedert, zwischen denen sich die Fenster befinden.
Die Innengestaltung ist aus der Erbauungszeit. Alle Decken sind stuckiert; das Mittelschiff ist mit einer Muldendecke gedeckt, die mit zweigeschossigen Emporen ausgestatteten Seitenschiffe mit Halbtonnen. Angesichts der geringen Höhenausdehnung der Muldendecke ist dies ein Grenzfall von Hallenkirche im engeren Sinn und Pseudobasilika. An der Westwand sind die unteren Emporen durch eine gleichartige Empore verbunden. Die obere Empore dient hier als Orgelempore, hat eine Brüstung aus Balustern und ragt konvex vor. Hier stützen die beiden mittleren Emporenpfeiler nicht die Raumdecke.
Östlich setzt sich das Mittelschiff in den Chor fort.

## Ausstattung
Der Kanzelaltar ist von 1720–1722. Er hat eine dreigieblige Ädikulaform mit vier Pilastern; im unteren Geschoss bildet der vorgeszogene Mittelteil den eigentlichen Altar, die eckigen Nischen in den Seitenteilen führen zu Türen. Im oberen Geschoss beherbergt der mittlere Teil den Kanzelkorb. Die Seitenteile haben halbrunde Wandnischen, in denen die Skulpturen von Jesus Christus und Johannes dem Täufer stehen. Eine Kreuzigungsgruppe befindet sich auf dem Auszug. Mehrere Putten und kleine Gemälde befinden sich am Kanzelkorb. Der Chorraum ist durch eine kleine geschnitzte Brüstung vom Kirchenschiff abgetrennt, davor steht ein achtseitiges Taufbecken aus dem 18. Jahrhundert.
Die Orgel mit 21 Registern, verteilt auf 2 Manuale und Pedal, wurde 1861 von Adalbert Förtsch gebaut und 1994 von Rösel & Hercher Orgelbau restauriert.
Die letzte Instandsetzung war 1985.
In der Kirche befindet sich eine Gedenktafel für die Teilnehmer der Befreiungskriege.